# Fort Fredensborg
 For alternative betydninger, se Fredensborg (flertydig). (Se også artikler, som begynder med Fredensborg)
Fredensborg var et dansk handelsfort på Guldkysten ved Guineabugten i Vestafrika. I dag er fortet en ruin beliggende i landsbyen Old Ningo. Man arbejder på at bevare ruinerne som et kulturminde i forbindelse med slavehandel. Der findes en tegning af fortet, som det så ud i 1760, tegnet af den danske slavehandler Rømer. Slaveskibet Fredensborg er opkaldt efter handelsfortet.
Fortet var et af i alt seks handelsforter, som Danmark-Norge havde i området i midten af 1700-tallet. Forterne blev solgt til Storbritannien i 1850.
Allerede i 1658 oprettede Danmark-Norge sit første handelsfort på Guineakysten, eller kysten som man sagde den gang. Handelsforterne havde til opgave at drive handel med afrikanerne, og var opført på jord lejet af de lokale herskere. Vigtige handelsvarer var slaver, elfenben og guld. Alle vigtige europæiske søfartsnationer havde på det tidspunkt handelsforter i området. De engelske, franske, hollandske og portugisiske handelsforter lå på rad og række ved siden af de danske. Der var stærk konkurrence mellem europæerne om at opnå de afrikanske samarbejdspartneres gunst. De fleste skibe, der anløb handelsforterne sejlede i den såkaldte trekantsfart.
Fort Christiansborg i Accra var Danmarks-Norges hovedfort på Guldkysten, mens Fredensborg lå længere mod øst. Fortet blev nævnt som et af de fineste danske mindre forter på Guldkysten.